# Estado de Gezira
Al Jazirah (ولاية الجزير, también Gezira) es uno de los 18 estados de Sudán. El estado se encuentra entre el Nilo Azul y el Nilo Blanco, en la región centrooriental del país. Su territorio ocupa una superficie de 23.373 km², un área similar a la de la isla de Cerdeña. Su población estimada es de 3.300.000 (2000). El nombre viene del árabe y significa «península». Wad Madani es la capital del estado.
Es una región bien poblada y apropiada para la agricultura. La zona está en el extremo sur de Nubia y se sabe poco sobre su historia antigua; solamente se han realizado algunos trabajos arqueológicos en esta área. Fue parte del reino de Alodia durante varios siglos y con el colapso de dicho Estado a comienzos del siglo XVI se hizo el centro del Reino de Sennar Funj.
La región se ha beneficiado del Esquema de Gezira, un programa para promover el cultivo de algodón empezado en 1925. En ese momento se construyeron el dique de Sennar y numerosos canales de irrigación. Al Jazirah se convirtió en la región agrícola más importante de Sudán, con más de 10 000 km² cultivados. El proyecto de desarrollo inicial era semiprivado, pero el gobierno lo nacionalizó en 1950. La producción de algodón creció en los años 70, pero en los 90 la producción de trigo, que había aumentado, la ha reemplazado en un tercio de la superficie dedicada antes al algodón.
- Datos: Q309469
- Multimedia: Gezira (state) / Q309469